# Opuntia lindheimeri
Opuntia lindheimeri (опунція Ліндхеймера) — вид рослин родини опунція.

## Назва
В англійській мові має назву «Техаська колюча груша» (англ. Texas Prickly Pear). Кактус, який багато ботаніків трактують як вид, відокремлений від Opuntia engelmannii, включаючи авторів літератури про техаські кактуси. Деякі ботаніки сприймають Opuntia lindheimeri як різновид Opuntia engelmannii. Незалежно від їх таксономічного зв’язку, рослини легко розрізнити і вони взагалі не перетинаються у своїх природних межах.

## Будова
Рослина має кущеподібне зрощене стебло 1–3 м заввишки, що складається з плоских круглих зелених чи зелено-блакитних секцій 15–25 см завдовжки, що вкриті жовтими колючками по шість на ареолу. Квіти 5–7 см у діаметрі жовті, оранжеві чи червоні. Плід м'ясистий, яйцеподібний 2,5–7,5 см довжини пурпуровий з білим верхом.

## Поширення та середовище існування
Зростає у Техасі, Нью-Мексиці та Мексиці на кам'янистих схилах.

## Практичне використання
Плоди їстівні.

## Галерея

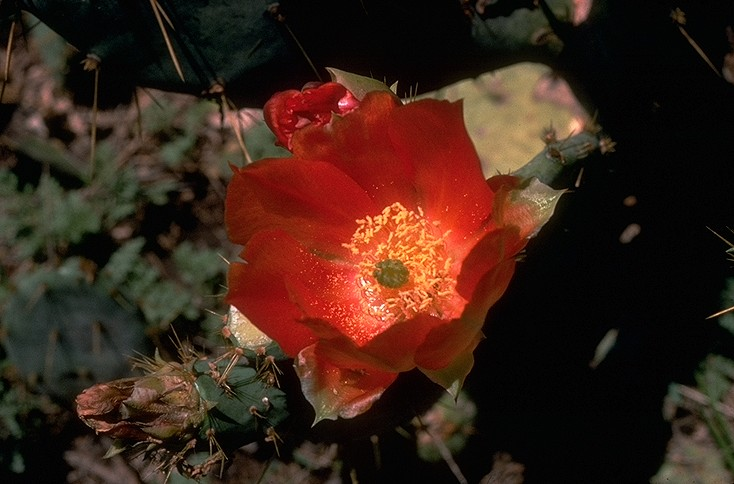
Червоні квіти
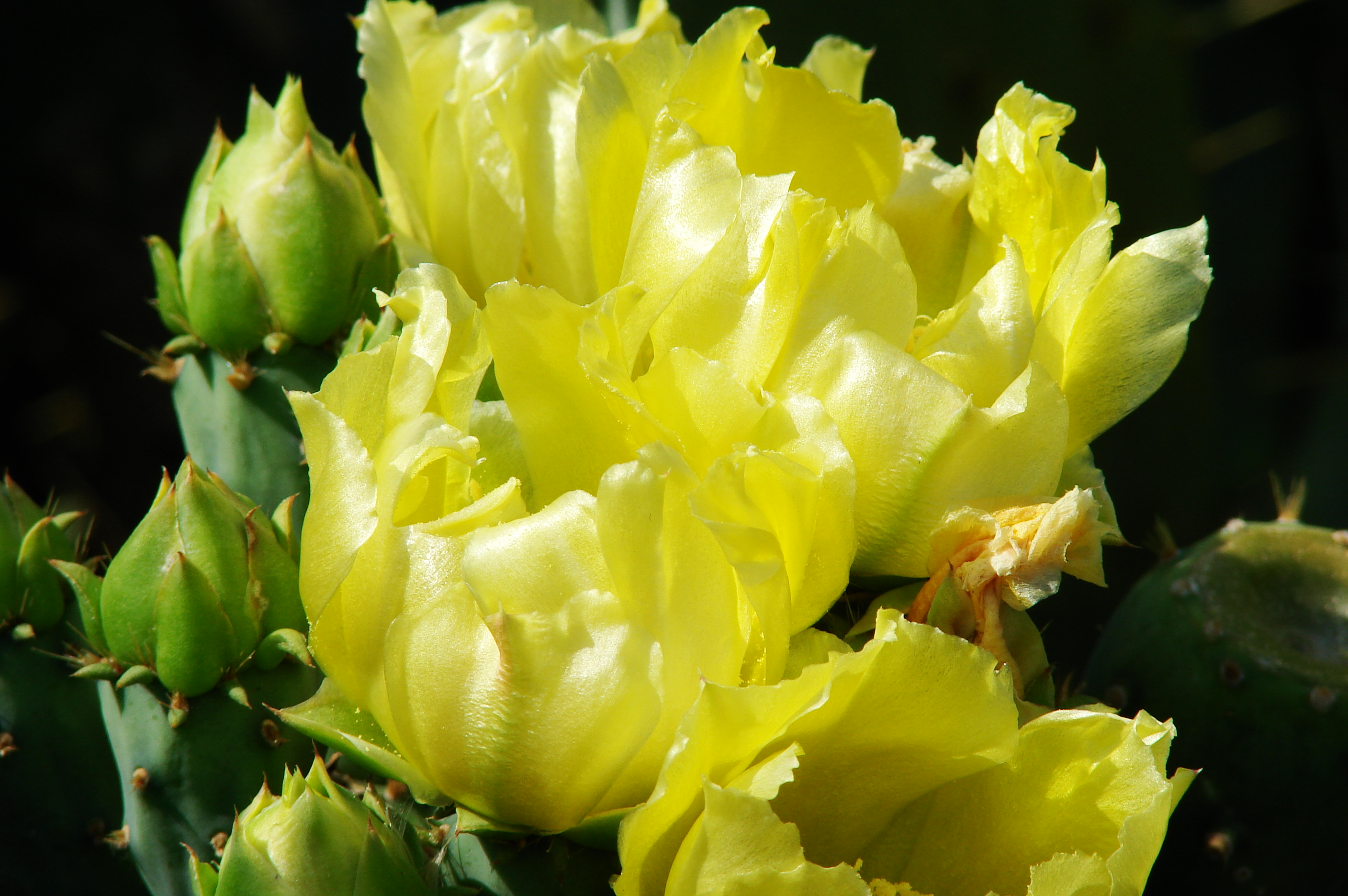
Жовті квіти
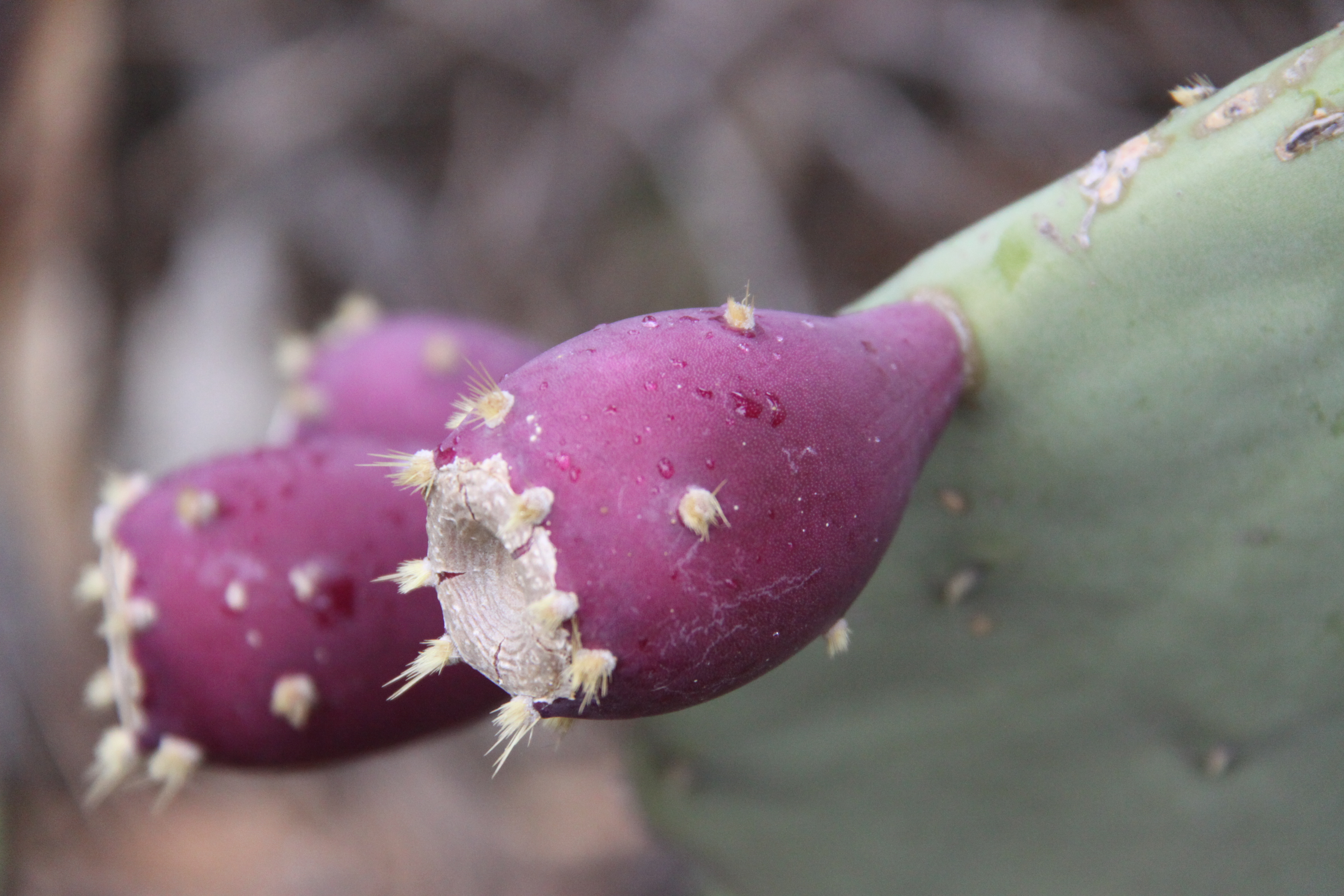
Плоди
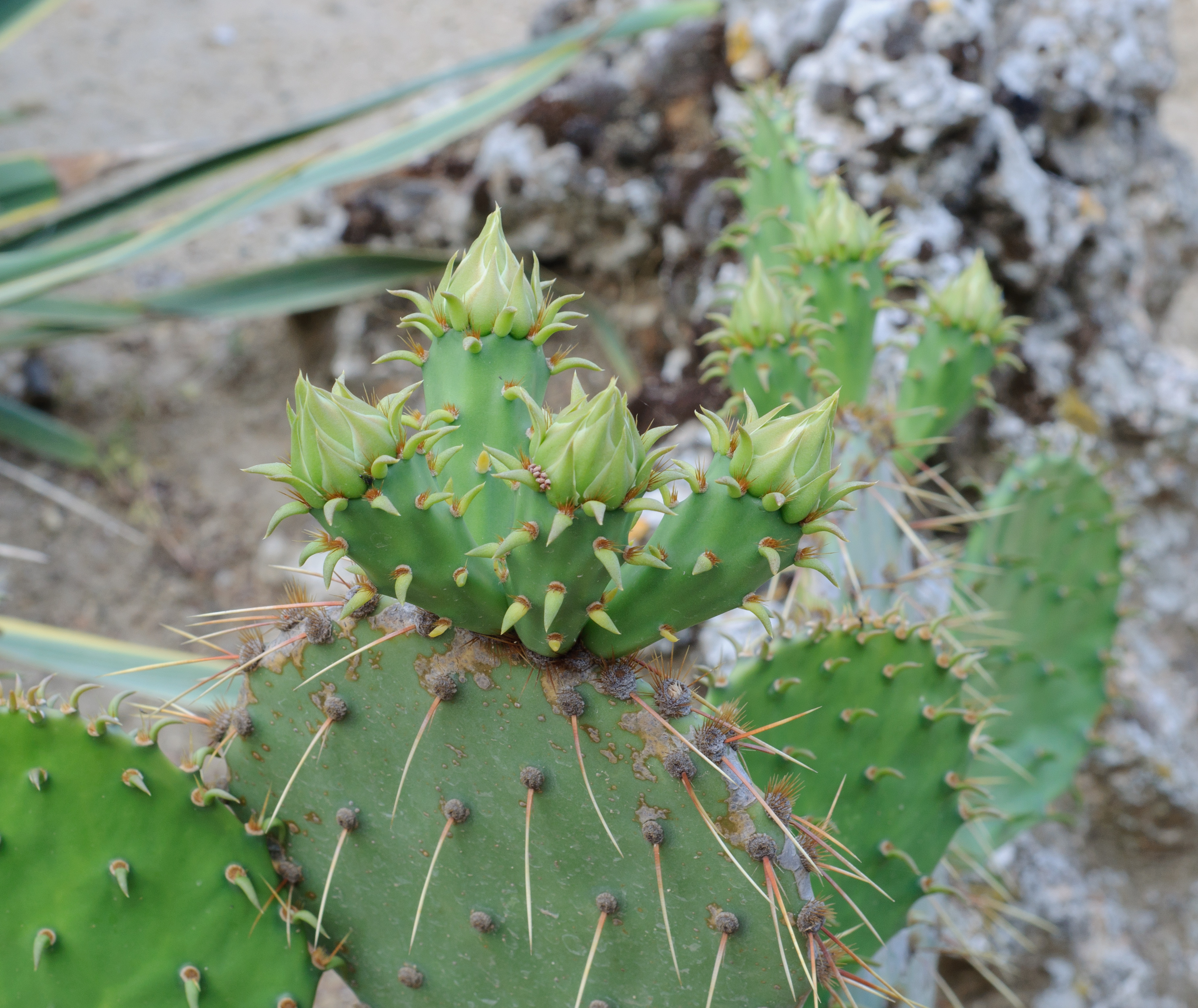
Стебло